# Wii Party U
Wii Party U est un jeu vidéo de type party game développé par Nd Cube et Nintendo SPD et édité par Nintendo sur Wii U. Il fait partie de la série de jeux Wii et fait suite à Wii Party. Il a été publié le 25 octobre 2013 en version physique en Europe et en Amérique du Nord, le 26 octobre 2013 en Australie et le 31 octobre 2013 au Japon.
Le 15 avril 2016 en Europe, le jeu a été réédité dans la gamme Nintendo Selects.

## Système de jeu
Wii Party U reprend le système de jeu de Wii Party, à savoir plusieurs catégories de jeu s'offrant au joueur et disposant toutes d'une gamme de différents modes de jeux aux règles variées. Ainsi, les jeux de société sont des jeux longs ayant chacun des buts précis. Les jeux de salon proposent une séance de jeu plus courte en transformant le salon en espace de jeu. Les jeux de table disposent de mini-jeux spécifiques jouables uniquement sur le Wii U GamePad. Enfin, le joueur peut également jouer simplement aux différents mini-jeux parmi les quatre-vingt proposés.
La convivialité est particulièrement mise à l'honneur. Ainsi, la plupart des modes de jeu sont adaptés pour le multijoueur et requièrent la présence d'au moins deux voire trois joueurs.

## Contenu
Wii Party U propose 27 modes de jeux différents répartis en 4 catégories : Jeux de Société ; Jeux de Salon ; Jeux sur Table et Mini-Jeux.

## Accueil

### Critiques
Le jeu a reçu des critiques globalement positives, notamment dues à son gameplay très accessible. Les sites de compilations de critiques GameRankings et Metacritic lui accordent une moyenne de 65 %, calculée respectivement sur vingt-cinq et trente-huit critiques,.
Jeuxvideo.com salue la convivialité, l'accessibilité du gameplay et la diversité des modes de jeu, mais regrette cependant l'absence d'un mode de jeu en ligne et un mode solo « inintéressant ».

### Ventes
Dès la première semaine de commercialisation, 21 852 exemplaires de Wii Party U ont été vendus dans le monde. Une semaine plus tard, les ventes mondiales ont connu une forte augmentation avec 118 162 exemplaires vendus. Enfin, au 4 mars 2017, 1 790 000 exemplaires du jeu ont été vendus à travers le monde.